# Polioli
I polioli o polialcoli (o ancora glicoli) sono composti chimici che contengono più gruppi ossidrilici. I polioli rivestono una grande importanza nell'alimentazione e nella chimica dei polimeri.

## Polioli nella scienza dell'alimentazione
I polioli sono carboidrati idrogenati usati come dolcificanti in sostituzione allo zucchero. Recentemente è aumentato l'interesse al loro consumo per via dei potenziali effetti benefici per la salute. Sono non-cariogenici o acariogeni, hanno un basso valore energetico, un basso indice glicemico e indice insulinico (utile nell'obesità e diabete), vengono digeriti più lentamente (di utilità per il colon) e possiedono proprietà osmotiche (idratazione del colon, con lassativo e depurativo).
Gli alditoli, una classe di polioli ottenuti a partire dai monosaccaridi per riduzione del carbonile a ossidrile, vengono comunemente aggiunti al cibo per il loro valore calorico inferiore rispetto allo zucchero; tuttavia sono normalmente meno dolci e quindi spesso uniti a dolcificanti. Sovente si aggiungono alle gomme da masticare perché non sono metabolizzati dai batteri della bocca e non favoriscono le carie. Maltitolo, sorbitolo e isomalto sono tra i più comuni.
Anche se non sono nutrienti essenziali, contribuiscono al mantenimento e al funzionamento clinicamente riconosciuto di un ambiente sano per il colon. Un ruolo dei polioli e gli alimenti contenenti polioli ormai riconosciuto dai medici è quello di idratare il colon e stimolare l'effetto lassativo. I polioli favoriscono la formazione degli organismi anaerobi saccarolitici e acidurici nel colon, lo purificano dagli organismi endotossici, in putrefazione e patologici, il che ha rilevanza clinica. Contribuiscono anche a formare acidi grassi a catena corta utili per la salute del colon.

### Polioli e indice glicemico e insulinico
La letteratura scientifica (Livesey, 2003) ha analizzato le risposte glicemiche e insulinemiche a seguito dell'ingestione dei polioli avvalendosi dell'indice glicemico (IG) e dell'indice insulinico (II). Il primo misura i valori della glicemia, il secondo i valori dell'insulinemia.
| Cibo          | Indice glicemico (glucosio 100) | Indice insulinico (glucosio 100) |
| ------------- | ------------------------------- | -------------------------------- |
| Eritritolo    | 0                               | 2                                |
| Xilitolo      | 13                              | 11                               |
| Sorbitolo     | 9                               | 11                               |
| Mannitolo     | 0                               | 0                                |
| Maltitolo     | 35                              | 27                               |
| Isomalto      | 9                               | 6                                |
| Lattitolo     | 6                               | 4                                |
| Poliglicitolo | 39                              | 23                               |

Questi valori sono più bassi del saccarosio (65, 43) o del glucosio (100, 100). I valori dell'IG in sostituzione al saccarosio sono indipendenti dall'assunzione (fino a 50 grammi) e dallo stato del metabolismo dei carboidrati (normale, diabete mellito di tipo 1 e 2). I valori dell'indice glicemico sono considerati: alto > 70, intermedio > 55-70, basso > 40-55, molto basso < 40. I polioli spaziano da valori bassi a molto bassi. È stata condotta un'analisi dei fattori dietetici che influenzano l'IG dei polioli e dei cibi. I valori dell'IG dei polioli e di altri alimenti potrebbe essere utilizzato per stimare l'IG di alimenti dalle componenti miste contenenti polioli senza sottostima. Tra i cibi e i polioli è stata osservata una differenza tra i valori di IG a causa del fatto che i lipidi elevano l'II e riducono l'IG. I lipidi esercitano un'influenza negativa aggiuntiva sull' IG, presumibilmente a causa di un ridotto tasso di svuotamento gastrico. Tra gli alimenti esaminati, l'interazione era prominente con gli snack; questa insulinemia potenzialmente dannosa potrebbe essere ridotta utilizzando polialcoli. In uno studio di 12 settimane, che utilizzava l'emoglobina glicata come marcatore del controllo glicemico, i pazienti affetti da diabete mellito di tipo 2 che consumavano polioli hanno mostrato un controllo glicemico migliorato con l'ingestione di carboidrati a basso indice glicemico. In generale, un certo miglioramento sul controllo glicemico a lungo termine era visibile sulla riduzione del carico glicemico tramite l'IG da un minimo di 15-20 g al giorno. Tali quantità possono essere normalmente accettabili.
Tra i vari polialcoli, il maltitolo ha il maggiore valore glicemico e insulinico assieme al poliglicitolo. Alcune ricerche segnalano che il maltitolo è in grado di innalzare la glicemia come il glucosio, se usato in prodotti come la cioccolata.

## Polioli nella chimica dei polimeri
Nella chimica dei polimeri i polioli sono polimeri o monomeri con gruppo funzionale ossidrile disponibile per le reazioni organiche. Polioli polimeri possono essere polieteri, come il glicole polietilenico, il glicole polipropilenico o il politetraidrofurano, oppure poliesteri. Una classe speciale di polioli è costituita dai polibutadieni idrossi-terminati.

Tutti questi polioli sono utilizzati nella preparazione dei poliuretani. I polioli monomerici includono la glicerina e pentaeritritolo.